# Säsong 10 av RuPauls dragrace
Säsong 10 av RuPauls dragrace hade premiär den 22 mars 2018 på den amerikanska kanalen VH1. Denna säsong tävlade 14 dragqueens om titeln "America's Next Drag Superstar" och 100 000 dollar. Denna säsongen återvände en av deltagarna från fjolårets säsong, Eureka O'Hara, och fick således en ny chans att ta hem vinsten efter att hon tvingats avbryta sin medverkan året innan på grund av en knäskada i samband med tävlingen.

## Tävlingsdeltagare
Drugorna som tävlar om att bli "America's Next Drag Superstar" i den tionde säsongen av RuPauls dragrace är:

(ålder och namn gäller tiden då tävlingen ägde rum)
| Tävlingsdeltagare            | Namn                | Ålder | Hemstad                 |
| ---------------------------- | ------------------- | ----- | ----------------------- |
| Aquaria                      | Giovanni Palandrani | 21    | Brooklyn, New York      |
| Eureka                       | David Huggard       | 27    | Johnson City, Tennessee |
| Kameron Michaels             | Dane Young          | 31    | Nashville, Tennessee    |
| Asia O'Hara                  | Antwan Lee          | 35    | Dallas, Texas           |
| Miz Cracker                  | Maxwell Heller      | 33    | Harlem, New York        |
| Monét X Change               | Kevin Bertin        | 27    | Bronx, New York         |
| The Vixen                    | Anthony Taylor      | 26    | Chicago, Illinois       |
| Monique Heart                | Kevin Richardson    | 31    | Kansas City, Missouri   |
| Blair St. Clair              | Andrew Bryson       | 22    | Indianapolis, Indiana   |
| Mayhem Miller                | Dequan Johnson      | 35    | Riverside, Kalifornien  |
| Dusty Ray Bottoms            | Dustin Rayburn      | 29    | New York, New York      |
| Yuhua Hamasaki               | Yuhua Ou            | 27    | New York, New York      |
| Kalorie Karbdashian Williams | Daniel Hernandez    | 27    | Albuquerque, New Mexico |
| Vanessa Vanjie Mateo         | Jose Cancel         | 25    | Tampa, Florida          |

## Tävlingens förlopp
| Tävlande                     | 1      | 2      | 3      | 4      | 5      | 6      | 7      | 8      | 9      | 10     | 11     | 12    | 13   | 14       |
| ---------------------------- | ------ | ------ | ------ | ------ | ------ | ------ | ------ | ------ | ------ | ------ | ------ | ----- | ---- | -------- |
| Aquaria                      | SÄKER  | SÄKER  | SÄKER  | VINST  | SÄKER  | SÄKER  | VINST  | LÅG    | HÖG    | LÅG    | VINST  | SÄKER | Gäst | VINNARE  |
| Eureka                       | SÄKER  | BOTTEN | HÖG    | SÄKER  | VINST  | VINST  | HÖG    | SÄKER  | BOTTEN | HÖG    | HÖG    | SÄKER | Gäst | FINALIST |
| Kameron Michaels             | SÄKER  | HÖG    | LÅG    | HÖG    | SÄKER  | HÖG    | SÄKER  | VINST  | BOTTEN | BOTTEN | BOTTEN | SÄKER | Gäst | FINALIST |
| Asia O'Hara                  | SÄKER  | SÄKER  | VINST  | LÅG    | SÄKER  | SÄKER  | LÅG    | BOTTEN | VINST  | HÖG    | HÖG    | SÄKER | Gäst | UT       |
| Miz Cracker                  | HÖG    | HÖG    | SÄKER  | HÖG    | HÖG    | LÅG    | SÄKER  | SÄKER  | LÅG    | VINST  | UT     |       | Gäst | Gäst     |
| Monét X Change               | SÄKER  | HÖG    | SÄKER  | BOTTEN | BOTTEN | HÖG    | HÖG    | HÖG    | HÖG    | UT     |        |       | Gäst | Miss C   |
| The Vixen                    | SÄKER  | VINST  | SÄKER  | SÄKER  | LÅG    | BOTTEN | BOTTEN | UT     |        |        |        |       | Gäst | Gäst     |
| Monique Heart                | SÄKER  | LÅG    | SÄKER  | SÄKER  | HÖG    | SÄKER  | UT     |        |        |        |        |       | Gäst | Gäst     |
| Blair St. Clair              | HÖG    | HÖG    | HÖG    | SÄKER  | SÄKER  | UT     |        |        |        |        |        |       | Gäst | Gäst     |
| Mayhem Miller                | VINST  | HÖG    | BOTTEN | SÄKER  | UT     |        |        |        |        |        |        |       | Gäst | Gäst     |
| Dusty Ray Bottoms            | LÅG    | SÄKER  | SÄKER  | UT     |        |        |        |        |        |        |        |       | Gäst | Gäst     |
| Yuhua Hamasaki               | HÖG    | SÄKER  | UT     |        |        |        |        |        |        |        |        |       | Gäst | Gäst     |
| Kalorie Karbdashian Williams | BOTTEN | UT     |        |        |        |        |        |        |        |        |        |       | Gäst | Gäst     |
| Vanessa Vanjie Mateo         | UT     |        |        |        |        |        |        |        |        |        |        |       | Gäst | Gäst     |

      Den tävlande vann RuPauls Dragrace.
     Den tävlande kom till final.
     Den tävlande blev utslagen under första omgången av finalens dueller i läppsynkning.
     Den tävlande blev utnämnd Miss Congeniality av de övriga deltagarna.
     Den tävlande vann veckans utmaning.
     Den tävlande rosades av juryn men förklarades till sist vara "säker".
     Den tävlande fick blandad kritik från juryn men förklarades till sist vara "säker".
     Den tävlande fick negativ kritik från juryn men förklarades till sist vara "säker".
     Den tävlande var en av de två som hamnade på bottenplacering denna vecka.
     Den tävlande blev utslagen ur tävlingen.